# Землетрясение к югу от Камарильо (2010)
Землетрясение магнитудой 3,9 произошло 15 мая 2010 года в 03:19:01 (UTC) в штате Калифорния (США), в 15 км к югу от Камарильо. Гипоцентр землетрясения располагался на глубине 16,7 км.
Землетрясение ощущалось в населённых пунктах: Камарильо, Малибу, Ньюбери-Парк, Окснард, Пойнт-Мугу. Подземные толчки ощущались в южной части округа Вентура, а также в населённых пунктах впадины Лос-Анджелеса, в том числе в Сан-Бернардино.
В результате землетрясения сообщений о жертвах и разрушениях не поступало.

## Тектонические условия региона
Южная Калифорния — часть протяжённой границы между Тихоокеанской и Североамериканской плитами. Доминирующая структура этой границы представлена разломной системой Сан-Андреас, представляющей собой простирающуюся в северо-западном направлении сеть разломов преимущественно правосдвиговой кинематики, вдоль которой в целом и осуществляется относительное движение Тихоокеанской и Североамериканской плит. Разлом Сан-Андреас, соединяющий северный конец Восточно-Тихоокеанского поднятия на юге и хребты Хуан-де-Фука и Горда на севере, является особым элементом Тихоокеанской и Североамериканской границы плит и представляет собой, по мнению ряда исследователей, правосторонний трансформный разлом типа хребет-хребет. Зарождение системы относится к середине—концу Олигоцена, суммарные правосдвиговые смещения за последние 30 млн лет оцениваются в несколько сотен километров. Так, учёные дают оценку сдвига в 315 км. Однако в действительности зона контакта Тихоокеанской и Североамериканской тектонических плит представляет собой пояс шириной около 100 км и протяженностью ~1300 км, чёткие границы которого не определены. Более того, в поле скоростей, по данным GPS видно, что сдвиговые смещения, характерные для границы между Североамериканской и Тихоокеанской плитами, затухая, фиксируются значительно восточнее. Пояс представлен серией движущихся параллельно блоков, конфигурация которых различается у разных авторов. Границы блоков чаще всего выделяются по сопряженным разрывным нарушениям, выявленным геологическими и сейсмологическими методами. Скорость современных абсолютных смещений в целом составляет 30-80 мм/год и более. Однако смещения по различным сдвигам и в разных местах происходят с неодинаковой скоростью, причем она в разные периоды времени также меняется. Кроме того, может изменяться и направление перемещения, но суммарно это правый сдвиг. На одних участках смещение происходит непрерывно, на других — скачкообразно. Последнее делает задачу определения границ блоков и их кинематики более актуальной в свете возможности прогнозирования сильных землетрясений. Основные разрывные нарушения, определяющие современный структурный план, в Южно-Калифорнийском сегменте системы Сан-Андреас представлены в первую очередь сегментом Мохаве разлома Сан-Андреас, а также крупными ответвляющимися или субпараллельными разломами, такими, как Сан-Габриель, Сан-Джасинто и Эльсинор. В пустыне Мохаве необходимо отметить крупные правые сдвиги Хелендейл и Локхарт. Из крупных разломов, пересекающих Сан-Андреас, можно отметить имеющий по геологическим данным левосдвиговую кинематику разлом Гарлок, разлом Биг Пайн, субпараллельный разлому Гарлок левый сдвиг Пинто Маунтин, пересекающий Сан-Андреас южнее хребтов Мохаве. Также отмечаются надвиги и взбросы разного масштаба, например правый взбросо-сдвиг Санта-Моника, надвиговая зона Сьерра-Мадре, система разлома Сан-Каетано. Сбросы распространены меньше, среди них можно отметить достаточно крупный левый сбросо-сдвиг Санта-Инез.